# Oedipus Rex (Stravinskij)
Oedipus Rex (Edipo re) è un'opera-oratorio in due atti con musica di Igor' Fëdorovič Stravinskij composta tra il 1926 e il 1927. Il testo in francese è di Jean Cocteau tradotto in latino da Jean Daniélou ed è ispirato alla tragedia di Sofocle.

## Storia
Terminata la Serenata in La per pianoforte nel 1925, Stravinskij sentì la necessità di dedicarsi a un lavoro di più ampio respiro; l'idea era quella di ispirarsi a un soggetto di vasta notorietà in modo che il pubblico dovesse concentrarsi solo sulla musica e non sulla trama. Tornando da Venezia a Nizza alla fine del 1925, Stravinskij si fermò a Genova dove trovò, su una bancarella, un volume su San Francesco; leggendolo fu colpito dal fatto che il santo adoperasse nelle occasioni solenni non l'italiano, ma il provenzale, la lingua per lui più vicina alla preghiera. Per questo Stravinskij ebbe l'idea di usare non la propria lingua, il russo, né il francese bensì il latino, idioma che preservava un senso di sacra ritualità.
La vicenda che sembrò corrispondere al meglio all'idea del musicista fu quella di Edipo, scelta che egli fece di comune accordo con Jean Cocteau, suo amico di vecchia data. Ciò che interessava a Stravinskij era l'essenza della tragedia al di là di ogni azione scenica, per questo l'argomento tratto da un mito greco era l'ideale. Il compositore iniziò a lavorare all'Oedipus Rex a Nizza l'undici gennaio 1926 sul testo tradotto da Daniélou; l'opera fu interrotta più volte per una serie di concerti che Stravinskij dovette tenere in diverse città europee e fu terminata il 14 maggio dell'anno seguente. L'intenzione era quella di far eseguire questo lavoro a Parigi nell'ambito degli spettacoli di Sergej Djagilev in occasione del ventennale della sua attività. Poiché Stravinskij e Cocteau non avevano i mezzi materiali per una realizzazione scenica, la scelta cadde sul concerto e in questo furono aiutati finanziariamente dalla Principessa di Polignac. La prima esecuzione ebbe luogo a Parigi al Théâtre Sarah Bernhardt il 30 maggio 1927 con la direzione dell'autore. L'Oedipus però venne inserito tra due balletti e il pubblico, che si aspettava solo uno spettacolo di danza, ne rimase sconcertato. La prima esecuzione in forma scenica avvenne al Wiener Staatsoper  il 23 febbraio 1928; il 25 dello stesso mese vi fu un'altra rappresentazione al Teatro Kroll di Berlino diretta da Otto Klemperer. Oedipus Rex fu pubblicato per la prima volta dalle Édition Russe de Musique di Parigi nel 1927.

## Realizzazione

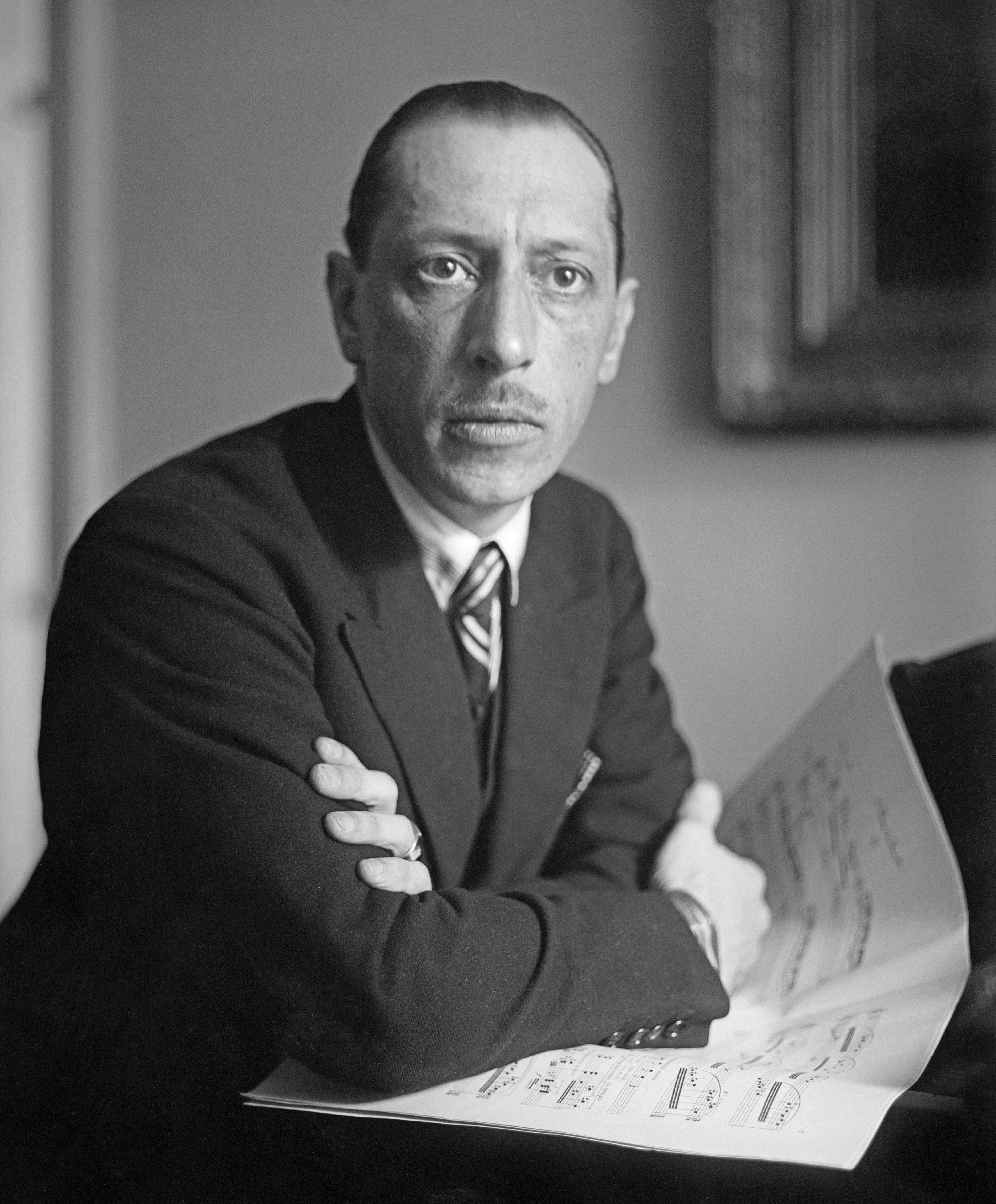
Igor Stravinsky

Il termine Opera-oratorio sta ad indicare il fatto che l'Oedipus, seppure fosse stato ideato come opera, difficilmente sarebbe stato riconosciuto come tale, per cui Stravinskij decise di scriverlo in modo che potesse essere eseguito anche in ambito concertistico. Il musicista diede indicazioni precise sulla realizzazione del lavoro; per focalizzare tutta l'attenzione sul dramma eliminò ciò che fa parte di una normale azione di scena. I componenti del coro, con un cappuccio in testa, dovevano stare seduti in una fila sola e in parte essere nascosti da pannelli scultorei. I cantanti erano disposti, ad altezze diverse, su pedane, apparendo o scomparendo tramite botole sottostanti. Stravinskij stesso scrisse sulla partitura: "Tranne Tiresia, il Pastore e il Messaggero, i personaggi restano nei loro costumi e nelle maschere costruite. Si muovono solo le teste e le braccia. Essi devono avere l'aspetto di statue viventi." La quasi immobilità di questi personaggi sta a simboleggiare la ieratica staticità dei tempi antichi. Edipo è l'unico a dover essere sempre presente e l'accecamento nel finale dell'opera è sottolineato da una semplice sostituzione della maschera con una insanguinata. All'aspetto di statue dei personaggi corrisponde una scenografia senza prospettiva, totalmente priva di profondità. L'elemento di distacco da questa pietrificazione quasi mitica, fuori dal tempo, è il narratore che, in perfetto abito da sera moderno, espone nel Prologo la vicenda, parlando in francese, quasi un passivo annunciatore che anticipa poi di volta in volta lo svolgersi delle scene narrandole al pubblico.

## Musica
L'opera è uno dei lavori chiave del periodo neoclassico stravinskiano. La struttura sonora dell'Oedipus è monumentale ed ha un aspetto di pietrificata staticità. L'articolazione del tessuto musicale si svolge con giustapposizioni di forme chiuse: arie, duetti e cori, rivelando riferimenti all'oratorio barocco, in particolare händeliano, a Beethoven e al melodramma romantico, specialmente verdiano. Qui però Stravinskij non cita esplicitamente, come in precedenti lavori, brani di altri autori; difficilmente si possono riconoscere le fonti di ispirazione; si tratta semplicemente  di una sorta di mediazione tra passato e presente, un dare alla musica un valore universale che abbatte le barriere temporali. Il musicista nell'Oedipus utilizza quasi sempre il modo minore in sintonia con il clima dolente e luttuoso dell'opera; tuttavia, a tratti, il modo maggiore riappare, nel canto del coro che esalta Giocasta o quando Edipo prende finalmente coscienza di ciò che ha fatto. Caratteristico della composizione è l'uso del ritmo; Stravinskij qui riprende  elementi già presenti ne Les noces, semplificandoli al massimo e adattandoli al carattere statuario dell'opera. L'uso particolare del ritmo basato sull'ostinato in 6/8 fa da filo conduttore a tutta la composizione, fino alla conclusione, quasi un continuo rammentare l'implacabilità del destino.

## La vicenda

### Antefatto
Edipo, figlio del re di Tebe Laio e di sua moglie Giocasta è stato abbandonato dai genitori (esposto sul monte Citerone) poiché l'oracolo ha predetto a Laio che perirà per mano del figlio. Il fanciullo viene allevato dal re Polibo, ma, quando gli viene predetto che sposerà la sua stessa madre, abbandona la casa di quelli che crede essere i suoi genitori naturali. Sulla strada per Tebe ha un diverbio con un ignoto straniero che uccide. A Tebe libera i cittadini dalla Sfinge e riceve in premio da Creonte, fratello di Giocasta, la mano della regina rimasta vedova di recente.

### Atto I
Edipo (tenore) annuncia al coro l'arrivo di Creonte (baritono) che si è recato dall'oracolo per apprendere un modo per liberare Tebe dalla terribile peste che flagella la popolazione. Il responso è che occorre trovare l'assassino di Laio. Edipo interroga allora Tiresia (basso), indovino cieco, che gli dà risposte vaghe. Mentre Edipo si infuria giunge Giocasta (mezzosoprano), salutata dal coro con un Gloria.

### Atto II
La regina racconta di come Laio fu ucciso ad un trivio da uno straniero ed Edipo ricorda dell'omicidio da lui commesso sulla strada per Tebe. Un pastore (tenore) ed un messaggero (baritono recitante) giunti per annunciare la morte di Polibo, svelano in un climax drammatico le origini di Edipo. Giocasta comprende quanto è accaduto e si allontana, seguita da Edipo. In seguito il pastore ed il messaggero narrano del suicidio di Giocasta e del terribile gesto di Edipo, che si è accecato. Edipo si mostra con il volto coperto di sangue ed il coro, in lutto, gli dice addio pietosamente ("Addio, triste Edipo, ti abbiamo amato!").

## Organico orchestrale
Tre flauti, due oboi, corno inglese, tre clarinetti, due fagotti, controfagotto, quattro corni, quattro trombe, tre tromboni, basso tuba, timpani, tamburo militare, tamburo basco, grancassa, piatti, pianoforte, arpa, archi.